# توشيكي هيرانو
توشيكي هيرانو (باليابانية: 平野 俊貴) ، من مواليد 3 أكتوبر 1956م، وهو مخرج ياباني لرسوم المتحركة الأنمي، شارك في إخراج عدد من الأعمال ومنها ديفل ليدي.